# La Herlière
La Herlière település Franciaországban, Pas-de-Calais megyében. Lakosainak száma 136 fő (2022. január 1.). La Herlière Bavincourt, Humbercamps, Saint-Amand, Saulty, Bailleulmont, La Cauchie és Gaudiempré községekkel határos.

## Népesség
A település népességének változása:
| Lakosok száma | 165  | 154  | 153  | 149  | 145  | 141  | 139  | 138  | 136  |
|               | 2013 | 2015 | 2016 | 2017 | 2018 | 2019 | 2020 | 2021 | 2022 |